# Hafenkrankenhaus

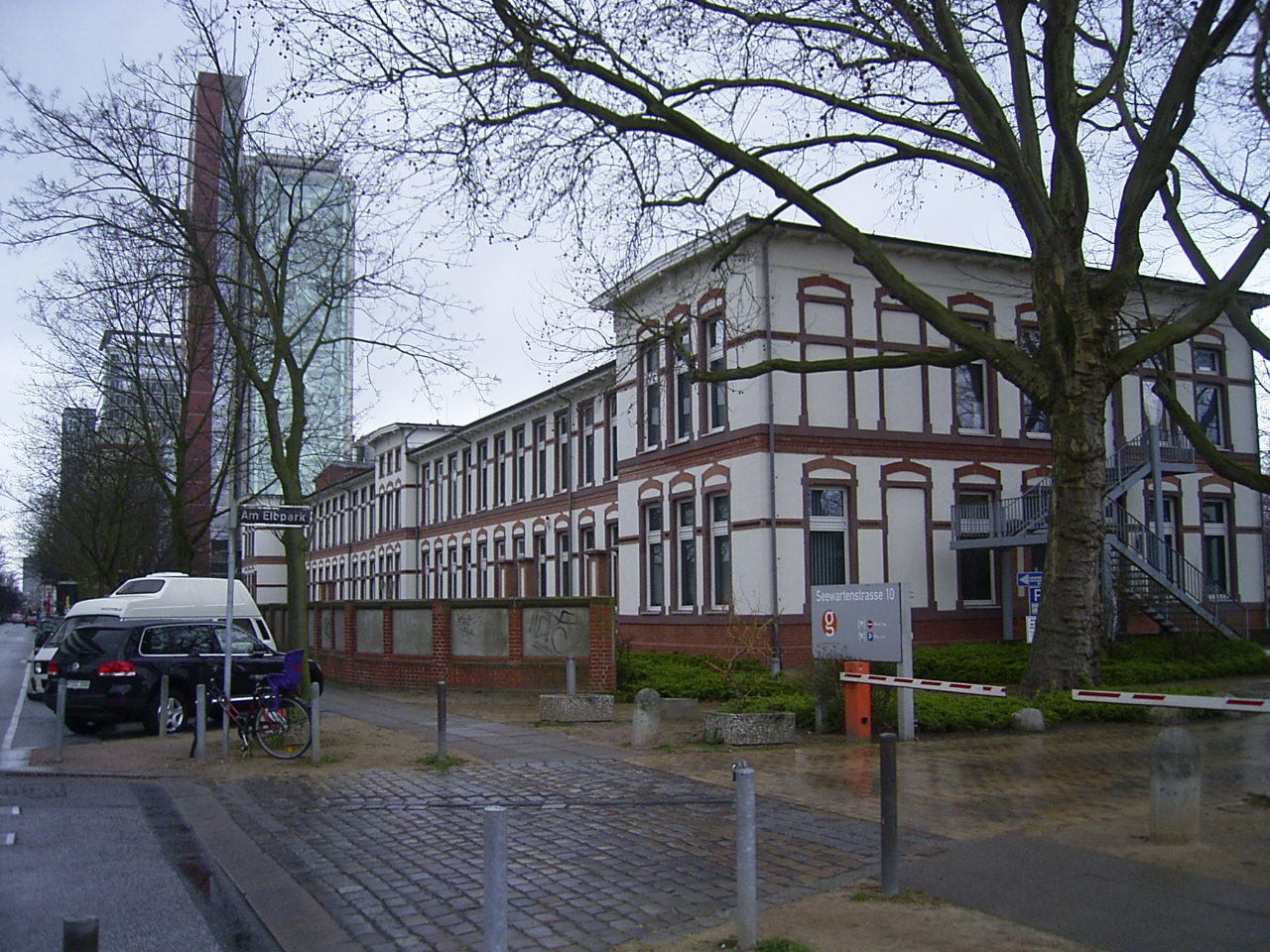
Ehemaliges Hafenkrankenhaus in Hamburg-Sankt Pauli

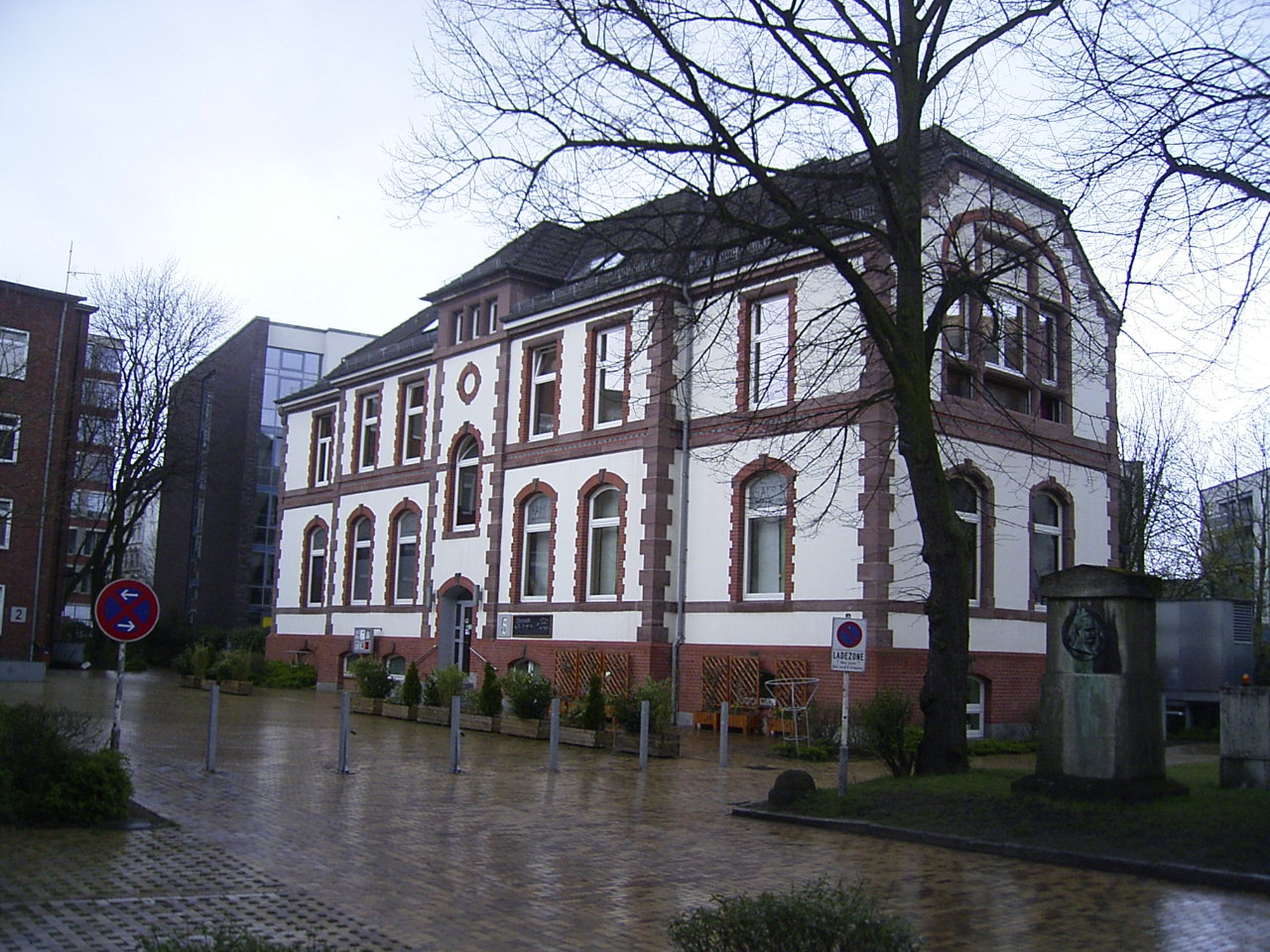
Gebäude des ehemaligen Hafenkrankenhauses in St. Pauli

Das Hafenkrankenhaus im Jahre 1910

Das Hafenkrankenhaus in Hamburg an der Seewartenstraße 10 ist ein ehemaliges Krankenhaus. Heute befindet sich dort ein Sozial- und Gesundheitszentrum.

## Geschichte
Das Hafenkrankenhaus wurde im Jahre 1900 gegründet. In der Anfangszeit handelte es sich um ein Polizeikrankenhaus für die medizinische Versorgung von Festgenommenen. Außerdem existierten unter anderem Abteilungen für die zwangsweise Behandlung von Geschlechtskrankheiten sowie für die sichere Verwahrung von verhafteten Betrunkenen und Tobsüchtigen. Im Laufe der Erweiterungen und der wachsenden Zuständigkeiten kamen ein eigenes Leichenschauhaus, eine Anzahl von Betten für weibliche Patienten und eine Station für Notentbindungen hinzu.
Zu den Einrichtungen des Hafenkrankenhauses zählte auch eine Aufnahme- und Verbandsstation, in die Personen eingeliefert wurden, die auf öffentlichen Straßen und Plätzen verletzt oder erkrankt waren. Auch verletzte Werft- und Hafenarbeiter oder Angehörige der im Hafen vor Anker liegenden Schiffsbesatzungen fielen ausdrücklich in die Zuständigkeit des Hafenkrankenhauses.
Über die Jahre entwickelte sich das Hafenkrankenhaus aufgrund seiner Lage in unmittelbarer Nähe des Vergnügungsviertels um die Reeperbahn und des Hafens zu einer städtischen Fachklinik für Unfallchirurgie und Notfallversorgung.
In den Jahren 1974 und 1978 wurde wiederholt die Schließung des Hafenkrankenhauses diskutiert, die jedoch 1982 vorläufig abgewendet werden konnte. Im Jahre 1996 folgte der endgültige Schließungsbeschluss des Senats im Rahmen eines Abbaus von insgesamt 913 Krankenhausbetten in der Freien und Hansestadt Hamburg. Das nicht mehr profitable Hafenkrankenhaus hatte wegen seiner Lage im sozial schwachen Stadtteil St. Pauli keinen Rückhalt durch eine politische Lobby und war überdies das kleinste der städtischen Krankenhäuser.
Entgegen den Erwartungen des Senats rief die Schließung großen Protest nicht nur unter den Bewohnern des betroffenen Stadtteils, sondern auch bei großen Teilen der Hamburger Bevölkerung hervor – vor allem, da das Hafenkrankenhaus als wichtiger Bestandteil Hamburger Tradition empfunden wurde. Anfang 1997 kam es zur Besetzung des Krankenhauses durch die von Holger Hanisch mitbegründete Bürgerinitiative Ein Stadtteil steht auf. Während die Protestaktionen die Schließung des Hafenkrankenhauses nicht mehr abwenden konnten, führten sie zum Beschluss des Senats, auf einem Teil des Geländes ein medizinisches Versorgungszentrum mit dem Namen Gesundheitszentrum St. Pauli einzurichten. Seit 1999 haben sich in den Gebäuden des ehemaligen Hafenkrankenhauses 36 medizinische, psychologische und soziale Einrichtungen sowie einige junge Unternehmen aus verschiedenen Branchen angesiedelt. 2003–2011 gab es wieder eine Hafenambulanz. Inzwischen liegt ein Schwerpunkt im Bereich Psychotherapie und psychotherapeutische Ausbildung.
Im Jahre 1968 produzierte der NDR die 13-teilige Fernsehserie Hafenkrankenhaus mit Geschichten rund um dieses Haus. Der Regisseur war Erich Neureuther. Die Hauptdarstellerin war Anneli Granget als Schwester Inge. In einer weiteren Hauptrolle sah man Rolf Schimpf, den späteren Hauptkommissar Leo Kress aus der Kriminalserie Der Alte. Die Reihe Hafenkrankenhaus wurde für das Vorabendprogramm hergestellt und zählte 1968 zu den beliebtesten Fernsehserien. Der Produzent war Gyula Trebitsch.